# Obertilliach
Obertilliach és un municipi del districte de Lienz, a l'estat austríac del Tirol.

## Geografia

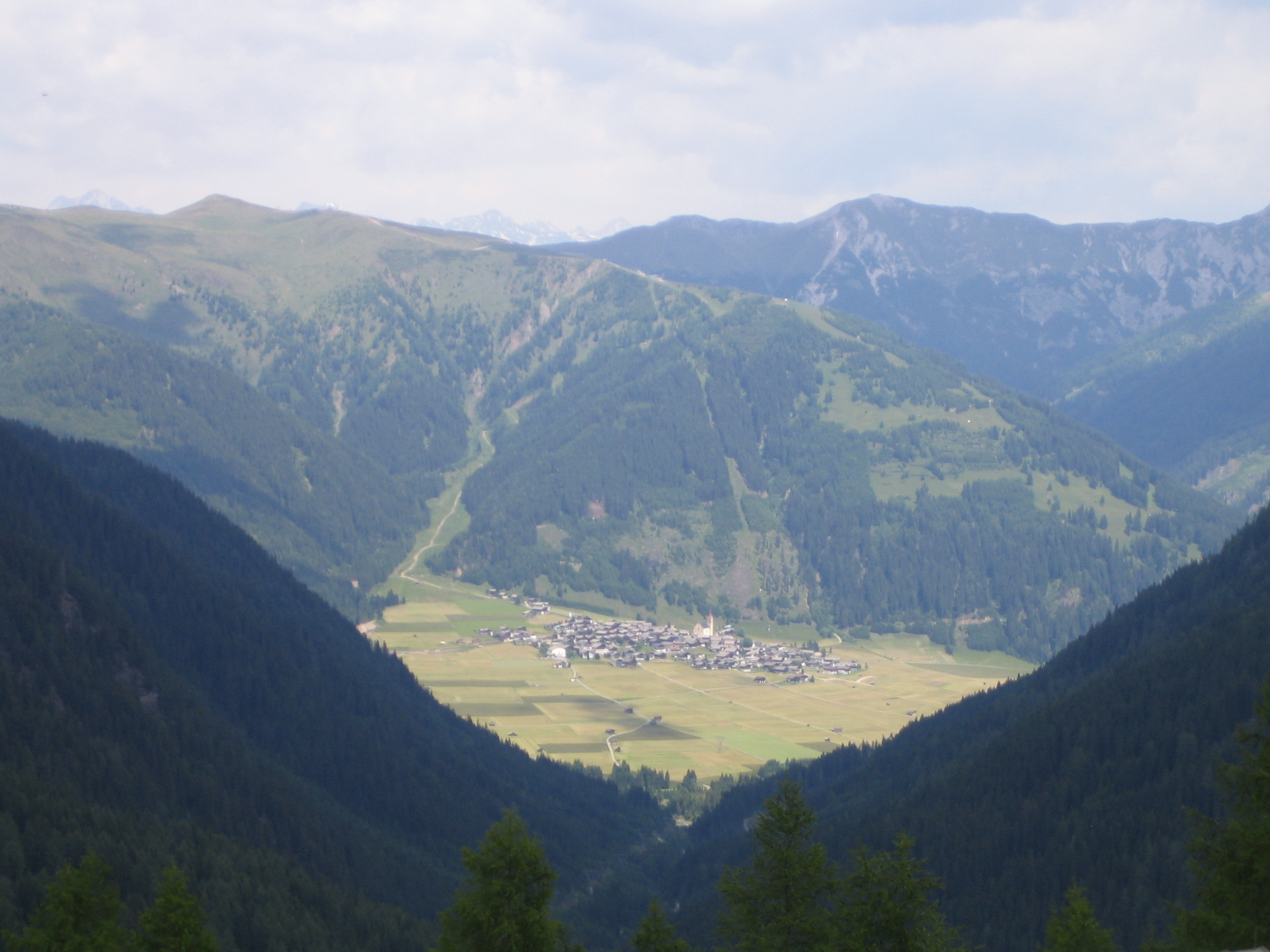
Vall de Tilliach, vista des dels Alps Càrnics

Es troba al Tirol oriental, en una vall alta del riu Gail superior a l'est del Kartitsch Saddle conegut com a Lesachtal, entre els Alps de Gailtal (Dolomites de Lienz) al nord i els Alps Carnics al sud. A la vall a l'est es troba el municipi veí d'Untertilliach, la cresta de la muntanya al sud marca la frontera amb la regió veneciana del Cadore a Itàlia.
El terme municipal comprèn Obertilliach pròpiament dit al voltant de l'església parroquial de St Ulrich i els petits pobles de Bergen, Leiten i Rodarm. En comparació amb la propera vall Puster a l'oest de Kartitsch Saddle, a la regió alta predomina un clima més alpí amb hiverns durs però amb molt de sol. Originàriament una zona agrícola, avui Obertilliach depèn en gran manera del turisme i és una destinació popular per als biatletes i esquiadors de fons, així com per als excursionistes, alpinistes i parapents a l'estiu.

## Història
L'assentament bavarès de la zona s'esmenta per primera vegada a finals del segle XI. A l'època medieval primerenca, els vessants del sud eren utilitzats pels camperols italians de Cadore per pasturar el seu bestiar. Al segle viii, el duc Tassilo III de Baviera va cedir l'alta vall de Gail als monjos benedictins de l'abadia d'Innichen . La zona de Tilliach va ser adquirida pels prínceps bisbes de Brixen cap a l'any 1075.
A partir de l'any 1100, la casa bavaresa de Gorizia (Görz) que residia a Lienz, nominalment vassalls dels bisbes de Brixen, va consolidar el seu domini sobre la regió de Tilliach, disputada tant pels prínceps bisbes de Salzburg com pels ducs de Sponheim de Caríntia a l'est. Quan l'últim dels comtes de Gorizia va morir l'any 1500, les seves finques al voltant de Lienz van caure en mans de l'emperador dels Habsburg Maximilià I i van ser incorporades al comtat del Tirol.
Les llargues batalles amb la República de Venècia es van resoldre quan es va establir la frontera amb el domini venecià de Terraferma al llarg de la cresta de la muntanya Carnic. Els prínceps-bisbes de Brixen van insistir en els seus drets feudals a la vall de Tilliach fins a la secularització de la diòcesi el 1803; tanmateix, no van poder controlar eficaçment la regió remota. El municipi actual es va establir l'any 1852.